# علي المقري
علي المُقري روائي يمني. ولد في حمرة، تعز، اليمن، 30 أغسطس 1966. بدأ كتابة الأدب وهو بالغ من العمر ثماني عشر سنة. وعمل محرّراً ثقافياً لمنشورات عدّة، وقد تُرجمت رواياته إلى الإيطالية والفرنسية والإنجليزية والكردية وغيرها.

## مؤلفاته
- نافذة للجسد، مجموعة شعرية، القاهرة 1987.
- ترميمات، مجموعة شعرية، الطبعة الأولى: الهيئة اليمنية العامة للكتاب - وزارة الثقافة – صنعاء. 1999، الطبعة الثانية:وزارة الثقافة، صنعاء 2004.
- يحدث في النّسيان مجموعة شعرية، اتحاد الأدباء والكتاب اليمنيين ومركز عبادي للدراسات والنشر، صنعاء 2003.
- الخمر والنبيذ في الإسلام، دار رياض الريس، بيروت 2007
- إديسون صديقي قصة للأطفال، كتاب مجلة العربي الصغير، عدد يوليو 2009، الكويت.
- طعم أسود.. رائحة سوداء، رواية، دار الساقي، وصلت للقائمة الطويلة لجائزة بوكر العربية عام 2009 [2]
- اليهودي الحالي، رواية، دار الساقي، وصلت للقائمة الطويلة لجائزة البوكر العربية عام 2011[3]
- حرمة، رواية، دار الساقي، صدرت عام 2011
- بخور عدني، رواية، دار الساقي، صدرت عام 2014
- بلاد القائد، رواية، منشورات المتوسط، صدرت عام 2019 [4]

## وصلات خارجية
مدونة علي المقري